# L'imperatore del Nord
L'imperatore del nord (Emperor of the North Pole) è un film statunitense del 1973 diretto da Robert Aldrich.

## Trama
Il film è ambientato nel 1933, all'epoca della Grande depressione, e parla di hobo, lavoratori migranti che viaggiano illegalmente su treni merci attraverso l'ovest degli Stati Uniti. Un giorno, l'esperto vagabondo "Asso numero 1" riesce a ottenere un passaggio sul treno merci numero 19, il cosiddetto "19er". Il capotreno è l'ambizioso Shack, che cerca di tenere lontani i vagabondi dal suo treno con tutte le sue forze e non lesina a mettere in atto della sadica violenza. A bordo c'è anche il giovane Cigaret, meno esperto ma più sbruffone, che viene scoperto da Shack e rinchiuso nel vagone insieme ad Asso numero 1, con suo grande disappunto. Quest'ultimo trova però una via d'uscita e da quel momento Cigaret si attacca a lui e mira costantemente ad avere altrettanto successo.
Con altri vagabondi e ferrovieri, Asso numero 1 scommette che sarà il primo ad arrivare fino a Portland sul numero 19 di Shack. Ma, a causa della disattenzione di Cigaret nel salire sul treno in arrivo, entrambi vengono scoperti da Shack, che fa di tutto per cacciarli dal treno. Nel combattimento finale su un vagone merci aperto, Asso numero 1 riesce a ferire Shack e a spingerlo fuori dal treno. In seguito, Cigaret si vanta come se avesse contribuito ugualmente a sconfiggere Shack, ma il vecchio vagabondo ne ha abbastanza di lui e lo butta giù dal treno, sostenendo che non ha abbastanza classe per essere un buon hobo.

## Distribuzione

### Titolo
Il titolo originale era Emperor of the North Pole, ma il film fu distribuito nelle sale come Emperor of the North.